# A világlecsó
A világlecsó a Rádiószínház által 1976-ban bemutatott ironikus hangjáték.

## Bemutatása

Simonffy András portréja az 1973-as Körkép antológiában

A világlecsó Simonffy András Az igazi lecsó című, a Körkép 73 kötetben (Magvető Kiadó, 1973) megjelent novellájának rádiós átdolgozása, melyet a Rádiószínház mutatott be 1976. május 30-án. Az előadás zenei munkatársa Kelemen László, dramaturgja Magos György, rendezője Pós Sándor volt.
A rádiójátékról Cserna-Szabó András 2008-ban az Élet és Irodalomban rádiókritikát írt, melyet később a Mérgezett hajtűk könyvében (Magvető, 2009, ISBN 9789631427387) Szügyig a szaftban címmel, majd az Ede a levesben könyvében (Magvető, 2011, ISBN 9789631429572) A vaczak szottya címmel esszékké bővített.

## Cselekmény
A hangjátékban három magyar származású Nobel-díjas kap össze azon, hogy miként is készül az igazi lecsó. Minden magyar embernek megvan a saját lecsója: bár a tudósok minden másban egyet tudnának érteni, de a lecsó-kérdés föltárja a köztük húzódó szakadékokat.
A történet tanulsága, hogy a lecsó (és az élet) lényege mindenkinek más és más.

## Szereplők
- Homola (magfizikus): Haumann Péter
- Harkály (biofizikus): Dégi István
- Novellista: Timár Béla
- Borvári (öreg tanár): Kovács Károly
- Régi osztálytárs: Tordy Géza
- Főbérlőné: Rosty Magda

## Bemutatók
- 1976/05/30 19:36 3. műsor
- 1976/06/08 22:14 3. műsor
- 1992/10/13 14:00 Petőfi Rádió
- 2000/12/14 10:05 Bartók Rádió
- 2006/08/07 23:14 Bartók Rádió